# Демосцена

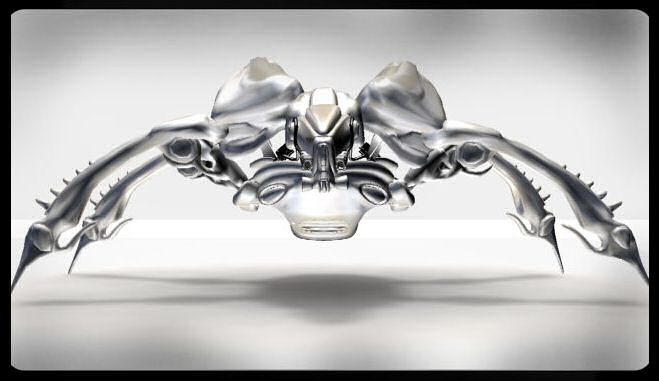
Знімок демо для PC «Interceptor», група «Black Maiden»

Демосцена — це спільнота людей, які займаються створенням «демо» — комп'ютерних програм які є різновидом мистецтва, головною особливістю якого є програмна побудова відеоряду з музичним супроводом, що виводяться комп'ютером в реальному часі. Основна мета демо — показати рівень команди (автора) у програмуванні, «артистизмі» і музиці.
ДемоСцена (альт.) — унікальне комп'ютерне мистецтво, яке бере свій початок із 1960-х років. Колись crack intro створювали як прелюдії до зламаних програм, а тепер заради demo збирають цілі фестивалі.

## Виникнення
Демосцена виникла на початку 1980-х на базі перших графічних 8-бітних мікрокомп'ютерів ZX Spectrum і Commodore 64, але пізніше розповсюдилась на новіші, потужніші і більш масові комп'ютери, в першу чергу, Amiga та IBM PC.

## Жанри

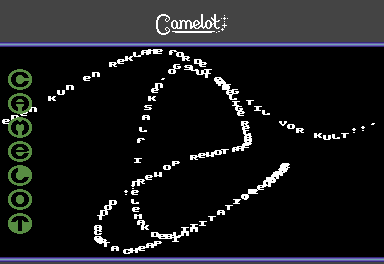
Демо Усі межі видалені зроблене на Commodore 64

Основними жанрами демосцени є:
- Demo (демо, демка) — (графічні, текстові) (тривалі) представлення, які, можливо, супроводжуються музикою. Розмір від десятків байт до безкінечності в розумній її межі. (раніше існували так звані «мегадемо» — вони були обмежені ємністю гнучкого магнітного диску (близько 1 Мегабайта); нині верхня межа орієнтовно десятки Мбайт).

У змаганнях існують номінації, розподілені як по «вагових категоріях» — 64 kB , 4 kB , 512 B , 256 B  і навіть 128 B  , так і по платформах — Atari, PC, ZX-Spectrum, etc.
Крім того на більшості «демопаті» діє 10ти хвилинне обмеження по часу.
- Intro — композиція з обмеженням по об'єму виконуваного файлу. Існують номінації 64 kB Intro, 4 kB Intro, 512 B Intro, 256 B Intro і навіть 128 B Intro! Попри відносно малий розмір, авторам вдається помістити в них вельми цікаві відеоефекти, які вражають як глядача, так і людей, які розуміються на програмуванні :).

Але з часом вимоги змінюються. Так, на деякий час обмеження по об'єму пішло на другий план, поступившись місцем насиченості відеоряду і незвичності використовуваних візуальних ефектів, а в наш час гонитва за «крутизною» ефектів пропустила вперед ідею, дизайн та візуальну складову.

## Учасники демосцени

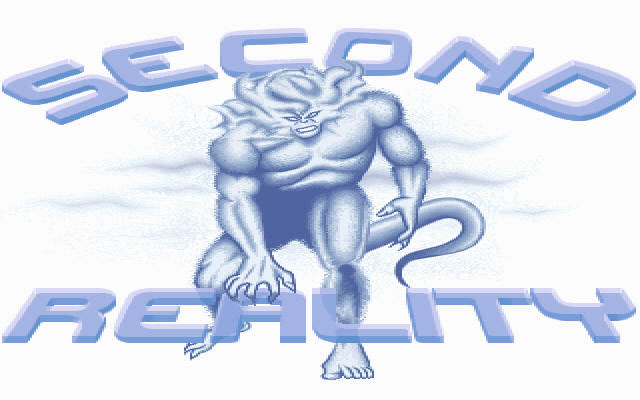
Знімок екрана від Second Reality, відоме демо Future Crew.

### Найвідоміші демопаті світу
- Assembly, Фінляндія
- Breakpoint (Раніше Mekka&Simposium), Німеччина

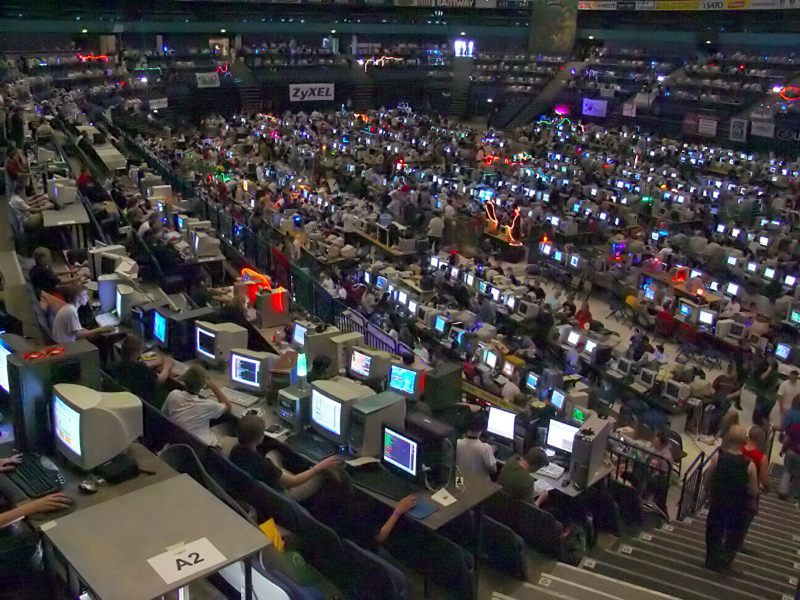
Assembly 2004 — комбінація Demoparty і LAN вечірки

- BCN Party, Іспанія
- Buenzli, Швейцарія
- Chaos Constructions, Росія
- DreamHack, Швеція
- Evoke, Німеччина

### Відомі демогрупи
- Razor 1911[en]
- Andromeda Software Development
- Future Crew
- Farbrausch
- Stravaganza
- Exceed
- The Black Lotus
- MFX [Архівовано 11 березня 2022 у Wayback Machine.]

### Відомі композитори демосцени
- Brothomstates (Раніше Dune)
- Александр Брэндон (Раніше Siren) (музика до Unreal, Unreal Tournament, Deus Ex)
- Михиль ван ден Бос (музика до Unreal, Age of Wonders)
- Dubmood (один з найвідоміших авторів трекерної музики)
- Matthew Simmonds (4Mat один з найвідоміших авторів трекерної музики)